# Галинка Верховинка
Галинка Верховинка (справжнє ім'я — Галина Яцентюк, народилася 14 червня 1962 у селищі Верховина Івано-Франківської області) — українська поетеса, збирачка народного фольклору і карпатської старовини. Засновниця садиби-музею.

## Життєпис
У 1969–1979 роках навчалася у Верховинській середній школі.
Закінчила Чернівецький кооперативний технікум, здобувши спеціальність бухгалтера. Працювала за фахом, нині займається зеленим туризмом.
У заснованому Галиною садибі-музеї в селі Ільці Верховинського району Івано-Франківської області, в якому вона мешкає з родиною, зібрані вишиванки та предмети побуту з усієї Гуцульщини.
Часто виступає на благодійних концертах у навчальних закладах, лікарнях, санаторіях.

## Творчість
Вірші друкувала в газетах, була учасником ІІ Всеукраїнського відкритого з'їзду «Спочатку було слово».
Авторка книжок:
- Карпатське перевесло (2012)
- Мелодії карпатської душі / Галинка Верховинка. ‒ Чернівці: Друк Арт, 2015. ‒ ISBN 978-617-7172-49-8[1]
- Давні гуцульські оповідки / Галинка Верховинка. ‒ Чернівці: Друк Арт, 2021. ‒ 144 с. ISBN 978-617-7849-56-7

Вірші Галинки Верховинки увійшли до збірки «Материнська молитва. Українки — героям Майдану» (2014).

## Сім'я
Галина з чоловіком Василем, якого зустріла в 17 років, виховали троє дітей: двох синів і дочку.